# Encephalartos hirsutus
Encephalartos hirsutus là một loài thực vật hạt trần trong họ Zamiaceae. Loài này được P.J.H.Hurter mô tả khoa học đầu tiên năm 1996. Đây là một loài thực vật có nguồn gốc từ tỉnh Limpopo, Nam Phi.